# Dorf Kirke
Dorf Kirke er beliggende i landsbyen Dorf Kirkeby, Vendsyssel umiddelbart nord for Dronninglund Storskov.
Kirken blev opført i 1899-1900 uden klokketårn og indviet 4. november 1900. Den er tegnet af Ludvig Frederik Olesen. Et dominerende klokketårn blev tilføjet i 1968.

## Eksterne kilder og henvisninger
- Dorf Kirke Arkiveret 19. september 2015 hos  Wayback Machine hos KortTilKirken.dk